# Bongalo
Bongalo es una localidad de Santa Lucía que forma parte del distrito de Laborie.